# Kondricz Kata
Kondricz Kata (1998. július 16. –) magyar vívó

## Pályafutása
A 2013-as kadét Európa-bajnokságon a 64 között esett ki, majd csapatban (Mesteri-Schmél Viktória, Balogh Orsolya, Pásztor Flóra) aranyérmet szerzett. A kadétok világbajnokságán az első fordulóban kiesett. A következő évben csapatban (Kálmán Eszter, Pásztor, Tóth Janka) második volt a kadét Eb-n. A korosztály 2015-ös kontinens bajnokságán csapatban (Pásztor, Tóth J., Hajas Nóra) bronzérmes volt. A junior Eb-n a nyolc között esett ki.
A 2017-es junior vb-n csapatban harmadik lett. 2017-es felnőtt vb-n a 64-ig jutott. Az universiadén a 32 között kiesett, csapatban (Kreiss Fanni, Lupkovics Dóra, Balogh Orsolya) negyedik lett. A 2018-as junior Eb-n csapatban (Hajas, Kókai Csilla, Pásztor) a dobogó harmadik fokára állhatott. A 2018-as felnőtt vb a 64 között búcsúzott. Csapatban (Kreiss, Mohamed Aida, Lupkovics) tizenegyedik volt. A 2019-es Európa-bajnokságon a 32 között kiesett. Csapatban (Kreiss, Lupkovics, Pásztor) ötödik lett. A világbajnokságon a 32-ig jutott. Csapatban (Kreiss, Mohamed, Lupkovics) tizedik volt. 2020 februárjában csapatban olimpiai kvótát szerzett. A tokiói ötkarikás játékokon egyéniben a legjobb 32 között kikapott az olasz Alice Volpitól. A tőrözők csapatversenyében a 7. helyen végzett (Kreiss, Pásztor, Mohamed).
2022-ben az Európa-bajnokságon nyolcadik, csapatban (Lupkovics, Pásztor, Pöltz Anna) hetedik lett. A 2023-as Európa-bajnokságon a 24. helyen végzett.

## Eredményei
Magyar bajnokság
Egyéni
- aranyérmes: 2020, 2021, 2022, 2025
- ezüstérmes: 2018, 2024
- bronzérmes: 2019

Csapat
- aranyérmes: 2016, 2024
- ezüstérmes: 2015, 2021, 2022, 2025
- bronzérmes: 2017, 2018, 2019, 2020